# Физиология на дихателната система
Физиологията на дишането е съвкупност от процеси, резултат от които е потреблението на кислород и отделянето на въглероден диоксид от живите организми. Това е една от най-важните функции за регулиране на активността при човека и животните. В човешкото тяло дихателната функция се извършва в дихателната система (респираторна система), в състава на която влизат белите дробове и дихателните пътища, които на свой ред включват носните проходи, ларинкса, трахеята, бронхите, малките бронхи и алвеолите. Кислородът в състава на въздуха през носните проходи, ларинкса, трахеята и бронхите навлиза в белите дробове, където се извършва газообменът.
Прехвърлянето на кислород от околната среда към клетките на организма се извършва чрез транспортиране на кислород до алвеолите, а по-нататък в кръвта. По този начин венозната кръв се обогатява с кислород и се превръща в артериална. Дихателна система заедно със сърдечно-съдовата са свързани с гладката работа на всички органи и системи на организма, и са неразривна част от обмена на вещества в организма чрез дишането.